# بیت‌واردن
بیت‌واردن (انگلیسی: Bitwarden) یک نرم‌افزار آزاد و متن باز برای مدیریت پسورد است که اطلاعات حساس را از قبیل پسورد و اعتبارسنجی‌های مرتبط با یک وب سایت در یک والت رمزنگاری شده ذخیره می‌کند.